# 第23潜水戦隊 (ドイツ海軍)
第23潜水戦隊（独: 23. Unterseebootflottille 英: 23rd U-boat Flotilla）とは、ドイツ海軍Uボートによる潜水艦隊（戦隊）である。
1941年9月11日、ギリシャのサラミス島においてフリッツ・フラウエンハイム大尉の元設立された。この隊は地中海での戦闘に従事し12隻（50,820トン）を撃沈している。1942年5月、第29潜水隊群に統合され母港もイタリア、ラ・スペツィアへと変更した。
1943年9月に訓練隊としてダンツィヒで再設立されオットー・フォン・ビューロー (Otto von Bülow) 少佐が着任。新任されるUボート艦長のみを対象とした攻撃技術訓練が行われた。1945年3月解隊。

## 母港
- 1941年9月 - 1942年5月 サラミス島
- 1943年9月 - 1945年3月 ダンツィヒ

## 指揮官
| 指揮官                                        | 期間                  |
| --------------------------------------------- | --------------------- |
| フリッツ・フラウエンハイム                    | 1941年9 - 1942年5     |
| オットー・フォン・ビューロー (Otto von Bülow) | 1943年8月 - 1945年3月 |

## 所属艦
| - U 75 - U 77 - U 79 - U 83 - U 97 - U 133 - U 331 - U 371 - U 559 |